# 顾学箕
顾学箕（1911年—2007年），男，江苏青浦人，中国预防医学家、劳动卫生学家，曾任上海医科大学教授、博士生导师。